# Käsesoße
Käsesoße (auch Käsesauce) wird eine helle Soße genannt, die geschmolzenen Käse enthält. Die Farbe variiert je nach verwendeter Käsesorte.
In der Küchensprache ist die Bezeichnung Sauce Mornay bekannt; diese wird aus einer Sauce Béchamel abgeleitet und eignet sich zum Nappieren von Speisen aus Gemüse, Teigwaren oder Fisch.
Für industriell hergestellte Käsesoßen, die zum Ergänzen von Sandwiches, Nachos oder Nudelgerichten dienen, werden Cheddar oder auch andere Käsesorten verwendet. Je nach Geschmacksrichtung kommt milder oder gereifter Cheddar zum Einsatz, oder für die mexikanischen Snacks auch Salsa-, Jalapeno- oder Nacho-Geschmack. Des Weiteren werden scharfe, fettarme und Soßen mit Jalapenostückchen produziert. Der Farbton variiert zwischen hell- bis mittelgelb bis orange. Die amerikanischen Richtlinien schreiben vor, dass Käsesoßen die Farbe, den charakteristischen Geruch und Geschmack der angegebenen Käsesorte und keine Fremdfarben aufweisen. Cheez Whiz – eine amerikanische Schmelzkäsesauce im Glas – wurde im Jahr 1953 von Kraft eingeführt. Entsprechend den Richtlinien des Bundes für Lebensmittelrecht und Lebensmittelkunde, sollten Fertigprodukte mit der Bezeichnung Käsesoße deutlich nach Käse schmecken. Dabei ist es unerheblich, ob sie Käse oder Schmelzkäse enthalten.

Der Begriff Fondue für eine kulinarische Schweizer Spezialität bezeichnet sowohl die Käsesoße als auch das Zubereiten des Gerichts selbst.

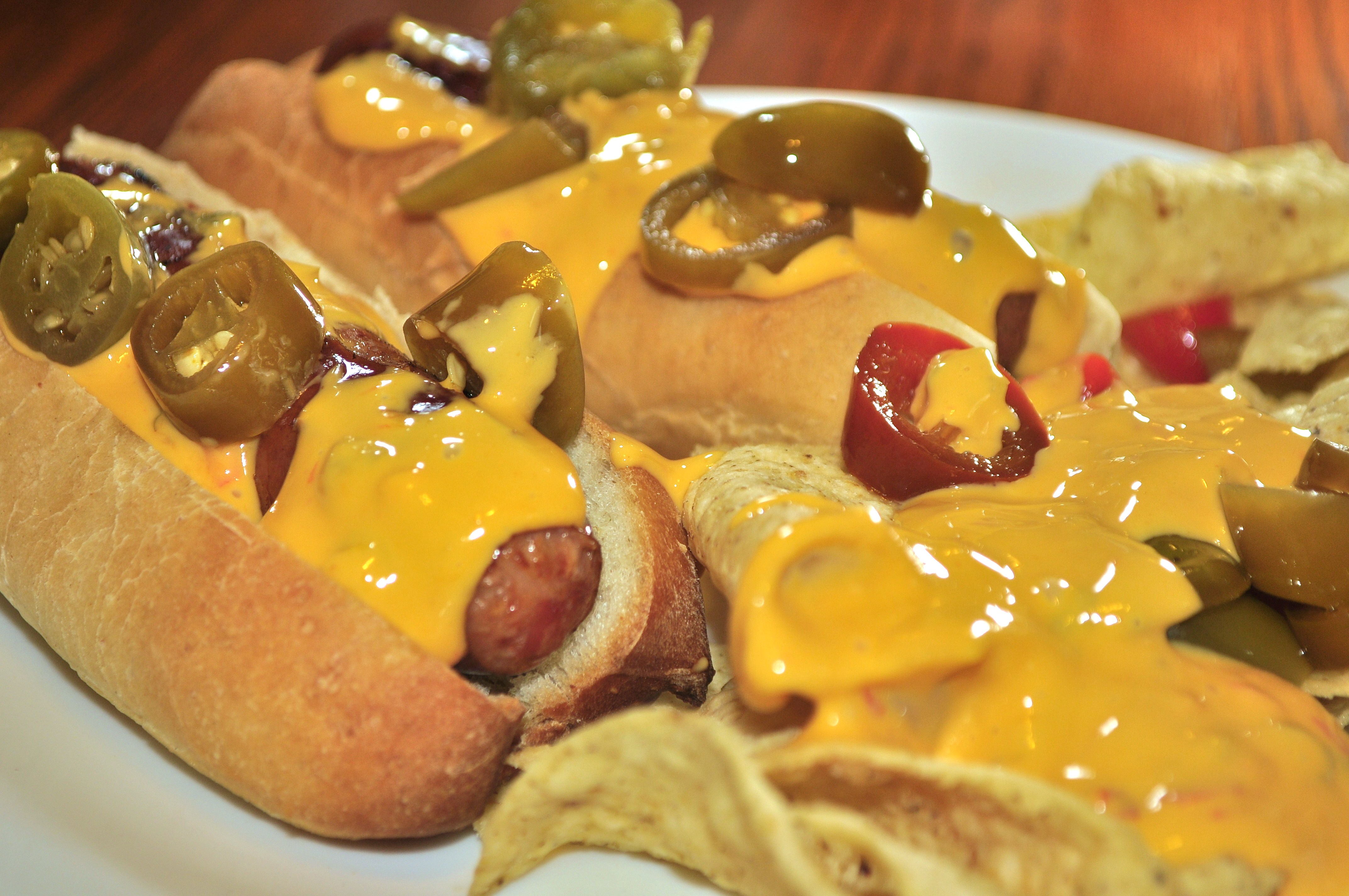
Hot dogs mit Käsesoße und Jalapenos
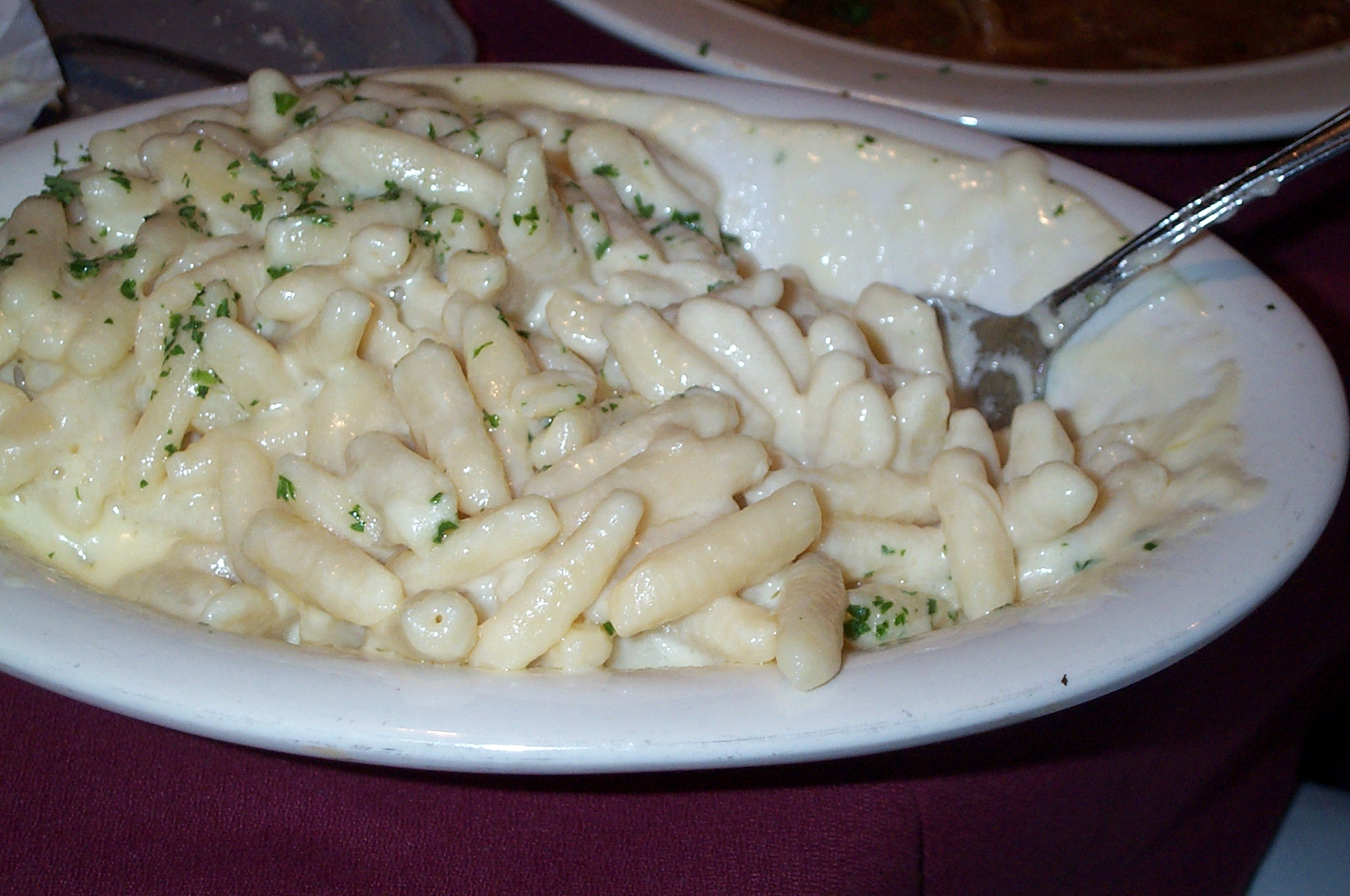
Cavatelli in Käsesoße
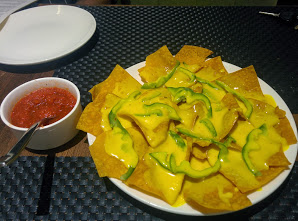
Nachos mit Käsesoße und Salsa
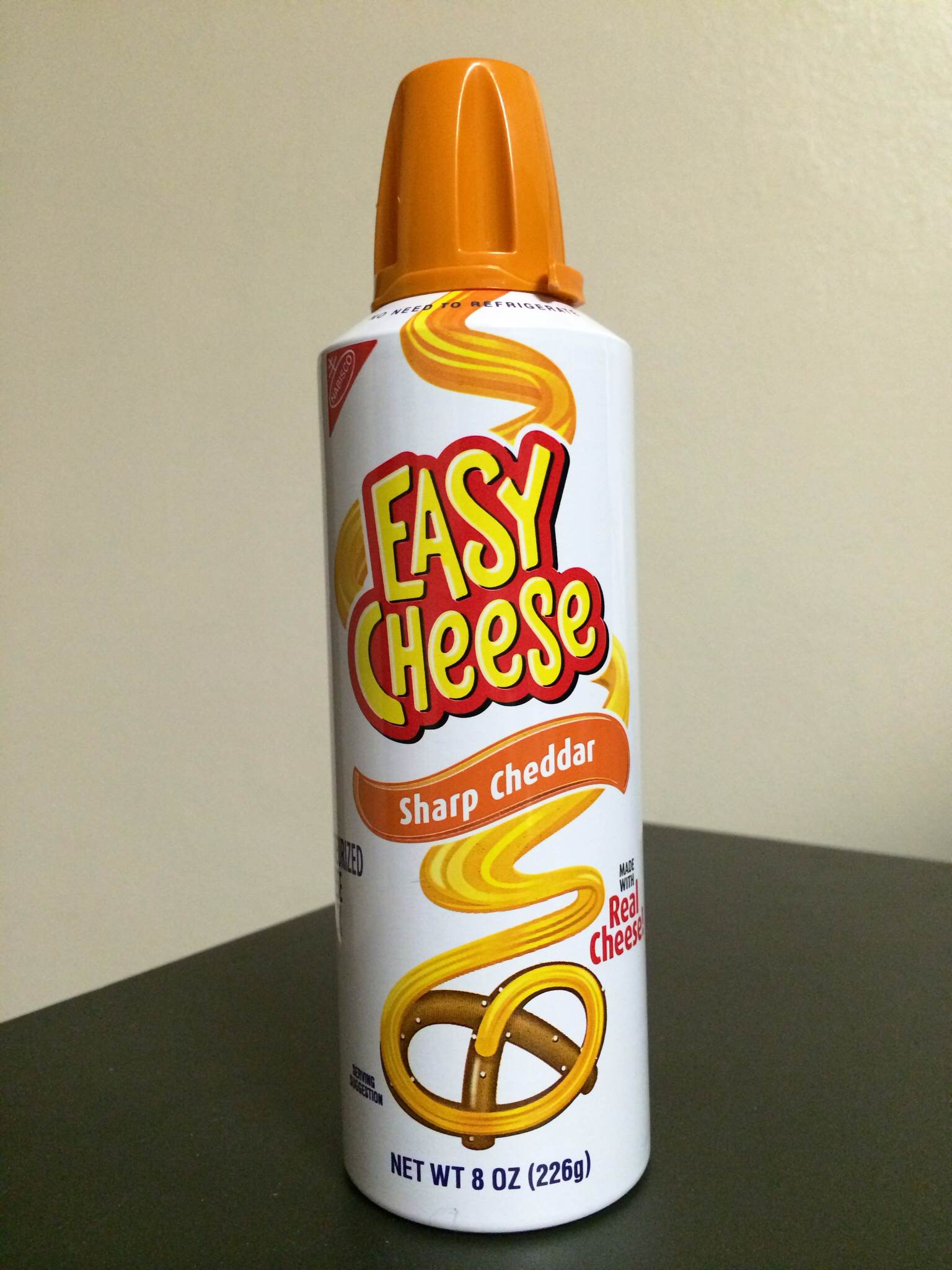
Easy Cheese scharfe Cheddarsoße aus der Tube